# Terra Indígena Massacará
A Terra Indígena Massacará é uma terra indígena localizada no norte do estado da Bahia. Ocupa uma área de 8.000 ha no município de Euclides da Cunha. As terras ainda não foram homologadas e em 2011 eram  habitadas por 1002 indígenas da etnia Kaimbé.